# Mistrovství Evropy ve fotbale 2008
Mistrovství Evropy ve fotbale 2008 probíhalo od 7. do 29. června 2008. Podruhé v historii soutěže jej hostily dvě země – Rakousko a Švýcarsko. Fotbalové reprezentace Rakouska a Švýcarska měly start na tomto šampionátu zaručen, o dalších čtrnácti účastnících se rozhodlo v kvalifikaci, která probíhala od srpna 2006 do listopadu 2007. Mistrovství Evropy zahájil zápas Švýcarsko–Česko. Pro mistrovství byl připraven nový míč s názvem Europass.
Mistry Evropy se stali hráči Španělska, vedení Luisem Aragonésem, kteří na turnaji ani jednou neprohráli a ve finále porazili Německo 1:0. Nejlepším střelcem turnaje se stal španělský útočník David Villa se čtyřmi zásahy.

## Kandidáti na pořadatelství
Do června 2002 byly formálně předloženo sedm nabídek představující čtrnáct zemí. Dne 12. prosince 2002 v Nyonu, Výkonný výbor UEFA zúžil kandidáty do užšího výběru na čtyři:
- Rakousko a Švýcarsko
- Maďarsko
- Řecko a Turecko
- Dánsko, Finsko, Norsko a Švédsko (společná nabídka s názvem Nordic 2008)
- Bosna a Hercegovina a Chorvatsko (vyřazeno)
- Rusko (vyřazeno)
- Skotsko a Irsko (vyřazeno)

O dva dny později v Ženevě bylo rozhodnuto, že hostitelem budou Rakousko a Švýcarsko.

## Kvalifikace
Rozdělení týmů do sedmi kvalifikačních skupin bylo vylosováno ve švýcarském Montreux 27. ledna 2006. Oproti předchozím turnajům byla organizace kvalifikace změněna – týmy, které skončily na druhých místech v jednotlivých skupinách, už nehrály barážové zápasy, ale kvalifikovaly se přímo.

## Průběh

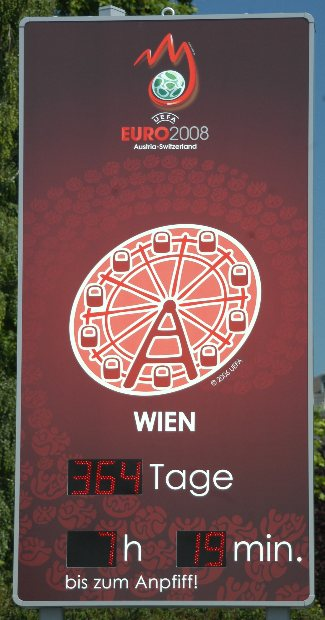

Po rozlosování skupin byla označována jako 'skupina smrti', tj. nejtěžší, skupina C, kde se sešly reprezentace Nizozemska, Itálie, Rumunska a Francie. S plným počtem bodů se ze svých skupin kvalifikovaly do vyřazovací části týmy Španělska, Chorvatska a Nizozemska. Překvapením byla Francie, která se umístila s jedním bodem na posledním místě ve skupině. Stejného umístění 'dosáhli' fotbalisté úřadujícího mistra Evropy z roku 2004 – Řecka, kteří skončili ve skupině D bez bodu. Z postupujících nejvíce překvapili hráči Ruska, kteří dokázali přejít přes jedny z favoritů a do té doby výborně hrající Nizozemce a hráči Turecka, kteří dokázali několikrát otočit průběh zápasu a dostali se, stejně jako Rusové, až do semifinále, kde byli poraženi Německem.

### Účastníci EURO 2008

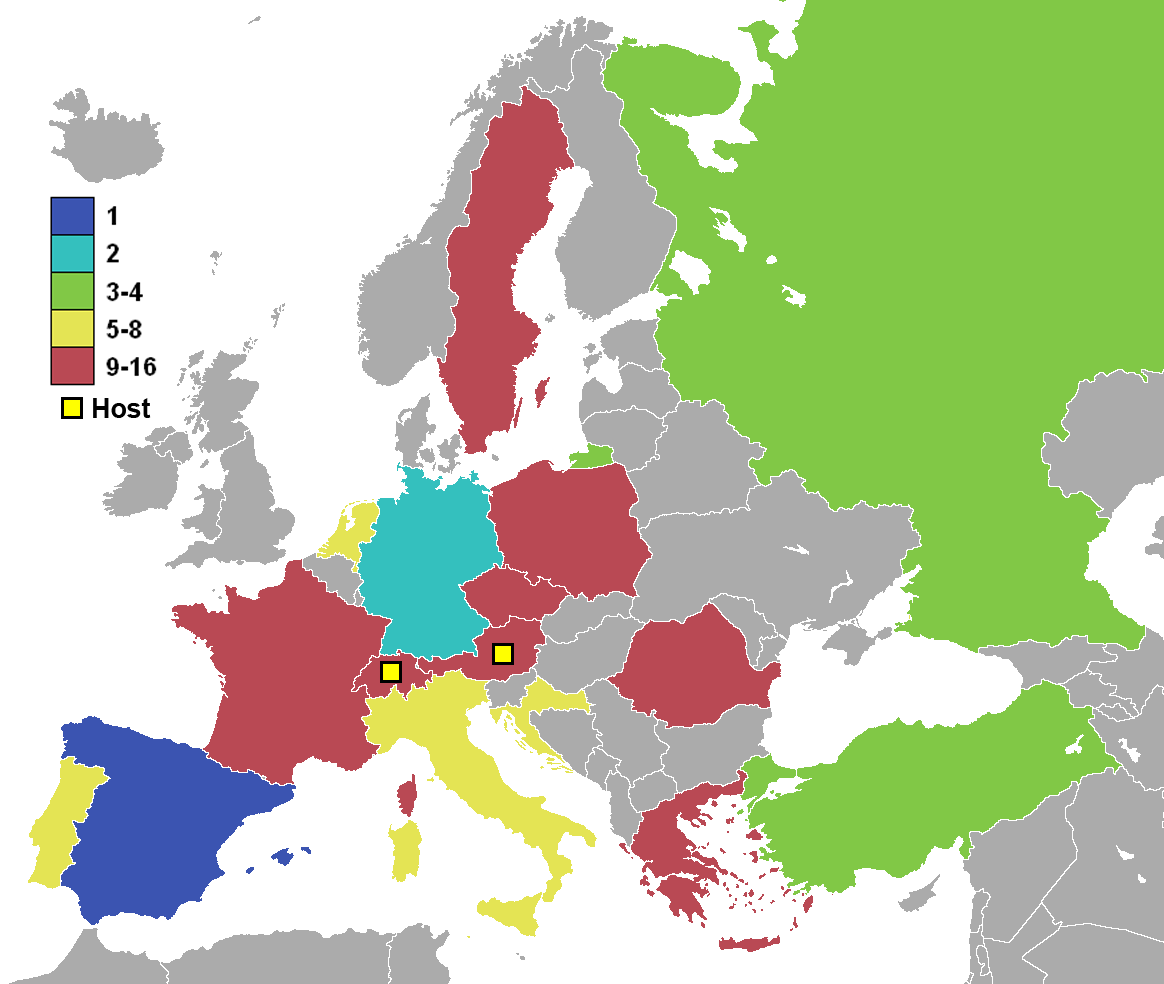
Účastníci ME 2008 zvýrazněni

| Země        | Kvalifikace           | Datum kvalifikování | Předchozí účast na ME                                    |
| ----------- | --------------------- | ------------------- | -------------------------------------------------------- |
| Rakousko    | pořadatel             | 12. prosinec 2002   | 0 (premiéra)                                             |
| Švýcarsko   | pořadatel             | 12. prosinec 2002   | 2 (1996, 2004)                                           |
| Polsko      | vítěz skupiny A       | 17. listopad 2007   | 0 (premiéra)                                             |
| Portugalsko | 2. místo ve skupině A | 21. listopad 2007   | 4 (1984, 1996, 2000, 2004)                               |
| Itálie      | vítěz skupiny B       | 17. listopad 2007   | 6 (1968, 1980, 1988, 1996, 2000, 2004)                   |
| Francie     | 2. místo ve skupině B | 17. listopad 2007   | 6 (1960, 1984, 1992, 1996, 2000, 2004)                   |
| Řecko       | vítěz skupiny C       | 17. říjen 2007      | 2 (1980, 2004)                                           |
| Turecko     | 2. místo ve skupině C | 21. listopad 2007   | 2 (1996, 2000)                                           |
| Česko       | vítěz skupiny D       | 17. říjen 2007      | 6 (1960, 1976, 1980, 1996, 2000, 2004)                   |
| Německo     | 2. místo ve skupině D | 13. říjen 2007      | 9 (1972, 1976, 1980, 1984, 1988, 1992, 1996, 2000, 2004) |
| Chorvatsko  | vítěz skupiny E       | 17. listopad 2007   | 2 (1996, 2004)                                           |
| Rusko       | 2. místo ve skupině E | 21. listopad 2007   | 8 (1960, 1964, 1968, 1972, 1988, 1992, 1996, 2004)       |
| Španělsko   | vítěz skupiny F       | 17. listopad 2007   | 7 (1964, 1980, 1984, 1988, 1996, 2000, 2004)             |
| Švédsko     | 2. místo ve skupině F | 21. listopad 2007   | 3 (1992, 2000, 2004)                                     |
| Rumunsko    | vítěz skupiny G       | 17. říjen 2007      | 3 (1984, 1996, 2000)                                     |
| Nizozemsko  | 2. místo ve skupině G | 17. listopad 2007   | 7 (1976, 1980, 1988, 1992, 1996, 2000, 2004)             |

1. ↑  Zvýrazněné ročníky = titul
2. 1 2 3  jako Československo
3. 1 2 3 4 5  jako Německá spolková republika
4. 1 2 3 4 5  jako Sovětský svaz
5. ↑  jako Společenství nezávislých států

## Stadiony
| Vídeň                                                 | Klagenfurt       | Salcburk                  | Innsbruck        |
| ----------------------------------------------------- | ---------------- | ------------------------- | ---------------- |
| Ernst-Happel-Stadion                                  | Hypo-Arena       | Red Bull Arena (Salcburk) | Tivoli Neu       |
| Kapacita: 53 008                                      | Kapacita: 32 000 | Kapacita: 30 000          | Kapacita: 30 000 |
| Zápasy: sk. B, čtvrtfinále, semifinále, finále        | Zápasy: sk. B    | Zápasy: sk. D             | Zápasy: sk. D    |
|                                                       |                  |                           |                  |
|                                                       |                  |                           |                  |
| Basilej                                               | Bern             | Ženeva                    | Curych           |
| St. Jakob-Park                                        | Stade de Suisse  | Stade de Genève           | Letzigrund       |
| Kapacita: 42 500                                      | Kapacita: 32 000 | Kapacita: 32 000          | Kapacita: 30 000 |
| Zápasy: sk. A (vč. úvodního), čtvrtfinále, semifinále | Zápasy: sk. C    | Zápasy: sk. A             | Zápasy: sk. C    |
|                                                       |                  |                           |                  |

## Rozhodčí
Na turnaji celkem řídilo utkání dvanáct hlavních rozhodčích a 24 asistentů:
| Země       | Rozhodčí               | Asistenti                 | Asistenti             |
| ---------- | ---------------------- | ------------------------- | --------------------- |
| Rakousko   | Konrad Plautz          | Egon Bereuter             | Markus Mayr           |
| Belgie     | Frank de Bleeckere     | Peter Hermans             | Alex Verstraeten      |
| Anglie     | Howard Webb            | Darren Cann               | Mike Mullarkey        |
| Německo    | Herbert Fandel         | Carsten Kadach            | Volker Wezel          |
| Řecko      | Kyros Vassaras         | Dimitiris Bozartzidis     | Dimitiris Saraidaris  |
| Itálie     | Roberto Rosetti        | Alessandro Griselli       | Paolo Calcagno        |
| Nizozemsko | Pieter Vink            | Adriaan Inia              | Hans Ten Hoove        |
| Norsko     | Tom Henning Øvrebø     | Geir Age Holen            | Erik Ræstad           |
| Slovensko  | Ľuboš Micheľ           | Roman Slysko              | Martin Balko          |
| Španělsko  | Manuel Mejuto González | Juan Carlos Yuste Jiménez | Jesús Calvo Guadamuro |
| Švédsko    | Peter Fröjdfeldt       | Stefan Wittberg           | Henrik Andren         |
| Švýcarsko  | Massimo Busacca        | Matthias Arnet            | Stephane Cuhat        |

Kromě toho bylo na turnaji k dispozici několik sudích ve funkci čtvrtých rozhodčích. A to: Ivan Bebek, Stephane Lannoy, Viktor Kassai, Kristinn Jakobsson, Grzegorz Gilewski, Olegário Benquerença, Craig Thomson, Damir Skomina.

## Finanční odměny
UEFA uvolnila celkem 184 milionů euro jako odměny pro reprezentace, což je oproti 129 milionům z předešlého mistrovství nárůst o 55 milionů.
- Vstupní odměna: 7,5 mil. €
- Zápasy ve skupině:
  - Vítězství: 1 mil. €
  - Remíza: 0,5 mil. €
- Čtvrtfinále: 2 mil. €
- Semifinále: 3 mil. €
- Poražený finalista: 4,5 mil. €
- Vítěz: 7,5 mil. €

## Zápasy

### Skupinová fáze
Všech 16 účastníků mistrovství bylo rozlosováno do čtyř skupin (označených A–D), ze kterých do čtvrtfinále postoupí těch osm týmů, které skončí na prvních a druhých místech. V případě rovnosti bodů rozhodují po řadě: body ze vzájemných zápasů, brankový rozdíl ze vzájemných zápasů, počet vstřelených branek ze vzájemných zápasů, celkový brankový rozdíl, celkový počet vstřelených branek, koeficient podle kvalifikací na MS 2006 a toto mistrovství, hodnocení fair play v turnaji, případně los. Ovšem v případě, že stejný počet bodů a stejné skóre mají týmy, které spolu hrají poslední zápas, rozhodne se v případě nerozhodného výsledku po devadesáti minutách střelbou kopů z pokutové značky.
Zápasy v základních skupinách probíhaly od 7. do 18. června 2008, každý den dva zápasy, jeden v 18:00, druhý v 20:45 SELČ (UTC+2), s výjimkou posledních zápasů ve všech skupinách, které se hrály vždy oba současně ve 20:45.

#### Skupina A
| Poř. | Tým         | Z | V | R | P | VG | OG | B |
| ---- | ----------- | - | - | - | - | -- | -- | - |
| 1.   | Portugalsko | 3 | 2 | 0 | 1 | 5  | 3  | 6 |
| 2.   | Turecko     | 3 | 2 | 0 | 1 | 5  | 5  | 6 |
| 3.   | Česko       | 3 | 1 | 0 | 2 | 4  | 6  | 3 |
| 4.   | Švýcarsko   | 3 | 1 | 0 | 2 | 3  | 3  | 3 |

| 7. červen 2008 18:00 |     |                    |                                                                  |
| Švýcarsko            | 0:1 | Česko              | St. Jakob-Park, Basilej diváci: 39 730 rozhodčí: Roberto Rosetti |
|                      |     | Václav Svěrkoš 71' | St. Jakob-Park, Basilej diváci: 39 730 rozhodčí: Roberto Rosetti |

| 7. červen 2008 20:45         |     |         |                                                                 |
| Portugalsko                  | 2:0 | Turecko | Stade de Genève, Ženeva diváci: 29 106 rozhodčí: Herbert Fandel |
| Pepe 61' Raul Meireles 90+3' |     |         | Stade de Genève, Ženeva diváci: 29 106 rozhodčí: Herbert Fandel |

| 11. červen 2008 18:00 |     |                                                      |                                                                 |
| Česko                 | 1:3 | Portugalsko                                          | Stade de Genève, Ženeva diváci: 29 016 rozhodčí: Kyros Vassaras |
| Libor Sionko 17'      |     | Deco 8' Cristiano Ronaldo 63' Ricardo Quaresma 90+3' | Stade de Genève, Ženeva diváci: 29 016 rozhodčí: Kyros Vassaras |

| 11. červen 2008 20:45              |     |                 |                                                               |
| Turecko                            | 2:1 | Švýcarsko       | St. Jakob-Park, Basilej diváci: 39 730 rozhodčí: Ľuboš Micheľ |
| Semih Şentürk 57' Arda Turan 90+2' |     | Hakan Yakin 32' | St. Jakob-Park, Basilej diváci: 39 730 rozhodčí: Ľuboš Micheľ |

| 15. červen 2008 20:45              |     |                                       |                                                                   |
| Česko                              | 2:3 | Turecko                               | Stade de Genève, Ženeva diváci: 29 016 rozhodčí: Peter Fröjdfeldt |
| Jan Koller 34' Jaroslav Plašil 62' |     | Arda Turan 75' Nihat Kahveci 87', 89' | Stade de Genève, Ženeva diváci: 29 016 rozhodčí: Peter Fröjdfeldt |

| 15. červen 2008 20:45      |     |             |                                                                |
| Švýcarsko                  | 2:0 | Portugalsko | St. Jakob-Park, Basilej diváci: 39 730 rozhodčí: Konrad Plautz |
| Hakan Yakin 71', 83' (pen) |     |             | St. Jakob-Park, Basilej diváci: 39 730 rozhodčí: Konrad Plautz |

#### Skupina B
| Poř. | Tým        | Z | V | R | P | VG | OG | B |
| ---- | ---------- | - | - | - | - | -- | -- | - |
| 1.   | Chorvatsko | 3 | 3 | 0 | 0 | 4  | 1  | 9 |
| 2.   | Německo    | 3 | 2 | 0 | 1 | 4  | 2  | 6 |
| 3.   | Rakousko   | 3 | 0 | 1 | 2 | 1  | 3  | 1 |
| 4.   | Polsko     | 3 | 0 | 1 | 2 | 1  | 4  | 1 |

| 8. červen 2008 18:00 |     |                       |                                                                  |
| Rakousko             | 0:1 | Chorvatsko            | Ernst-Happel-Stadion, Vídeň diváci: 51 428 rozhodčí: Pieter Vink |
|                      |     | Luka Modrić 4' (pen.) | Ernst-Happel-Stadion, Vídeň diváci: 51 428 rozhodčí: Pieter Vink |

| 8. červen 2008 20:45   |     |        |                                                                    |
| Německo                | 2:0 | Polsko | Hypo-Arena, Klagenfurt diváci: 30 461 rozhodčí: Tom Henning Øvrebø |
| Lukas Podolski 20' 72' |     |        | Hypo-Arena, Klagenfurt diváci: 30 461 rozhodčí: Tom Henning Øvrebø |

| 12. červen 2008 18:00          |     |                    |                                                                    |
| Chorvatsko                     | 2:1 | Německo            | Hypo-Arena, Klagenfurt diváci: 30 461 rozhodčí: Frank De Bleeckere |
| Darijo Srna 24' Ivica Olić 62' |     | Lukas Podolski 79' | Hypo-Arena, Klagenfurt diváci: 30 461 rozhodčí: Frank De Bleeckere |

| 12. červen 2008 20:45     |     |                     |                                                                  |
| Rakousko                  | 1:1 | Polsko              | Ernst-Happel-Stadion, Vídeň diváci: 51 428 rozhodčí: Howard Webb |
| Ivica Vastić 90+3' (pen.) |     | Roger Guerreiro 30' | Ernst-Happel-Stadion, Vídeň diváci: 51 428 rozhodčí: Howard Webb |

| 16. červen 2008 20:45 |     |                  |                                                                |
| Polsko                | 0:1 | Chorvatsko       | Hypo-Arena, Klagenfurt diváci: 30 461 rozhodčí: Kyros Vassaras |
|                       |     | Ivan Klasnić 53' | Hypo-Arena, Klagenfurt diváci: 30 461 rozhodčí: Kyros Vassaras |

| 16. červen 2008 18:00 |     |                     |                                                                             |
| Rakousko              | 0:1 | Německo             | Ernst-Happel-Stadion, Vídeň diváci: 51 428 rozhodčí: Manuel Mejuto González |
|                       |     | Michael Ballack 49' | Ernst-Happel-Stadion, Vídeň diváci: 51 428 rozhodčí: Manuel Mejuto González |

#### Skupina C
| Poř. | Tým        | Z | V | R | P | VG | OG | B |
| ---- | ---------- | - | - | - | - | -- | -- | - |
| 1.   | Nizozemsko | 3 | 3 | 0 | 0 | 9  | 1  | 9 |
| 2.   | Itálie     | 3 | 1 | 1 | 1 | 3  | 4  | 4 |
| 3.   | Rumunsko   | 3 | 0 | 2 | 1 | 1  | 3  | 2 |
| 4.   | Francie    | 3 | 0 | 1 | 2 | 1  | 6  | 1 |

| 9. červen 2008 18:00 |     |         |                                                                    |
| Rumunsko             | 0:0 | Francie | Letzigrund, Curych diváci: 30 585 rozhodčí: Manuel Mejuto Gonzáles |
|                      |     |         | Letzigrund, Curych diváci: 30 585 rozhodčí: Manuel Mejuto Gonzáles |

| 9. červen 2008 20:45                                                     |     |        |                                                                 |
| Nizozemsko                                                               | 3:0 | Itálie | Stade de Suisse, Bern diváci: 30 777 rozhodčí: Peter Fröjdfeldt |
| Ruud van Nistelrooy 26' Wesley Sneijder 31' Giovanni van Bronckhorst 79' |     |        | Stade de Suisse, Bern diváci: 30 777 rozhodčí: Peter Fröjdfeldt |

| 13. června 2008 18:00 |     |                 |                                                                |
| Itálie                | 1:1 | Rumunsko        | Letzigrund, Curych diváci: 30 585 rozhodčí: Tom Henning Øvrebø |
| Christian Panucci 56' |     | Adrian Mutu 55' | Letzigrund, Curych diváci: 30 585 rozhodčí: Tom Henning Øvrebø |

| 13. června 2008 20:45 |     |                                                                         |                                                               |
| Francie               | 1:4 | Nizozemsko                                                              | Stade de Suisse, Bern diváci: 30 777 rozhodčí: Herbert Fandel |
| Thierry Henry 71'     |     | Dirk Kuijt 9' Robin van Persie 59' Arjen Robben 72' Wesley Sneijder 90' | Stade de Suisse, Bern diváci: 30 777 rozhodčí: Herbert Fandel |

| 17. června 2008 20:45                        |     |          |                                                                |
| Nizozemsko                                   | 2:0 | Rumunsko | Stade de Suisse, Bern diváci: 30 777 rozhodčí: Massimo Busacca |
| Klaas-Jan Huntelaar 54' Robin van Persie 87' |     |          | Stade de Suisse, Bern diváci: 30 777 rozhodčí: Massimo Busacca |

| 17. června 2008 20:45 |     |                                              |                                                          |
| Francie               | 0:2 | Itálie                                       | Letzigrund, Curych diváci: 30 585 rozhodčí: Ľuboš Micheľ |
|                       |     | Andrea Pirlo 24' (pen.) Daniele De Rossi 63' | Letzigrund, Curych diváci: 30 585 rozhodčí: Ľuboš Micheľ |

#### Skupina D
| Poř. | Tým       | Z | V | R | P | VG | OG | B |
| ---- | --------- | - | - | - | - | -- | -- | - |
| 1.   | Španělsko | 3 | 3 | 0 | 0 | 8  | 3  | 9 |
| 2.   | Rusko     | 3 | 2 | 0 | 1 | 4  | 4  | 6 |
| 3.   | Švédsko   | 3 | 1 | 0 | 2 | 3  | 4  | 3 |
| 4.   | Řecko     | 3 | 0 | 0 | 3 | 1  | 5  | 0 |

| 10. červen 2008 18:00                       |     |                       |                                                              |
| Španělsko                                   | 4:1 | Rusko                 | Tivoli Neu, Innsbruck diváci: 30 772 rozhodčí: Konrad Plautz |
| David Villa 20' 45' 75' Cesc Fàbregas 90+1' |     | Roman Pavljučenko 86' | Tivoli Neu, Innsbruck diváci: 30 772 rozhodčí: Konrad Plautz |

| 10. červen 2008 20:45 |     |                                           |                                                                              |
| Řecko                 | 0:2 | Švédsko                                   | Red Bull Arena (Salcburk), Salcburk diváci: 31 063 rozhodčí: Massimo Busacca |
|                       |     | Zlatan Ibrahimović 67' Petter Hansson 72' | Red Bull Arena (Salcburk), Salcburk diváci: 31 063 rozhodčí: Massimo Busacca |

| 14. červen 2008 18:00  |     |                                       |                                                            |
| Švédsko                | 1:2 | Španělsko                             | Tivoli Neu, Innsbruck diváci: 30 772 rozhodčí: Pieter Vink |
| Zlatan Ibrahimović 34' |     | Fernando Torres 15' David Villa 90+2' | Tivoli Neu, Innsbruck diváci: 30 772 rozhodčí: Pieter Vink |

| 14. červen 2008 20:45 |     |                         |                                                                              |
| Řecko                 | 0:1 | Rusko                   | Red Bull Arena (Salcburk), Salcburk diváci: 31 063 rozhodčí: Roberto Rosetti |
|                       |     | Konstantin Zyrjanov 33' | Red Bull Arena (Salcburk), Salcburk diváci: 31 063 rozhodčí: Roberto Rosetti |

| 18. červen 2008 20:45  |     |                                    |                                                                          |
| Řecko                  | 1:2 | Španělsko                          | Red Bull Arena (Salcburk), Salcburk diváci: 30 883 rozhodčí: Howard Webb |
| Angelos Charisteas 42' |     | Rubén de la Red 61' Dani Güiza 88' | Red Bull Arena (Salcburk), Salcburk diváci: 30 883 rozhodčí: Howard Webb |

| 18. červen 2008 20:45                    |     |         |                                                                   |
| Rusko                                    | 2:0 | Švédsko | Tivoli Neu, Innsbruck diváci: 30 772 rozhodčí: Frank de Bleeckere |
| Roman Pavljučenko 24' Andrej Aršavin 50' |     |         | Tivoli Neu, Innsbruck diváci: 30 772 rozhodčí: Frank de Bleeckere |

### Vyřazovací fáze
Osm týmů, které postoupily ze skupin, následně pokračuje ve vyřazovací fázi (v ní všechny zápasy začínají ve 20:45), přičemž ve finále se střetne některý tým ze skupin A a B s některým týmem ze skupin C a D. Pokud zápas ve vyřazovací fázi skončí remízou, následuje prodloužení 2×15 minut, pokud je i poté stav nerozhodný, rozhodne se střelbou kopů z pokutové značky.
|  | Čtvrtfinále                          | Čtvrtfinále                          |                                      |       | Semifinále | Semifinále |  |  | Finále | Finále |
|  | 19.6. – Basilej (St. Jakob-Park)     |                                      |                                      |       |            |            |  |  |        |        |
|  |                                      |                                      |                                      |       |            |            |  |  |        |        |
|  | Portugalsko                          | 2                                    |                                      |       |            |            |  |  |        |        |
|  | Portugalsko                          | 2                                    | 25.6. – Basilej (St. Jakob-Park)     |       |            |            |  |  |        |        |
|  | Německo                              | 3                                    |                                      |       |            |            |  |  |        |        |
|  | Německo                              | 3                                    | Německo                              | 3     |            |            |  |  |        |        |
|  | 20.6. – Vídeň (Ernst-Happel-Stadion) |                                      | Německo                              | 3     |            |            |  |  |        |        |
|  |                                      | Turecko                              | 2                                    |       |            |            |  |  |        |        |
|  | Chorvatsko                           | Turecko                              | 2                                    | 1 (1) |            |            |  |  |        |        |
|  | Chorvatsko                           |                                      | 29.6. – Vídeň (Ernst-Happel-Stadion) | 1 (1) |            |            |  |  |        |        |
|  | Turecko (pen.)                       | 1 (3)                                |                                      |       |            |            |  |  |        |        |
|  | Turecko (pen.)                       | 1 (3)                                | Německo                              | 0     |            |            |  |  |        |        |
|  | 21.6. – Basilej (St. Jakob-Park)     |                                      | Německo                              | 0     |            |            |  |  |        |        |
|  |                                      | Španělsko                            | 1                                    |       |            |            |  |  |        |        |
|  | Nizozemsko                           | Španělsko                            | 1                                    | 1     |            |            |  |  |        |        |
|  | Nizozemsko                           | 26.6. – Vídeň (Ernst-Happel-Stadion) |                                      | 1     |            |            |  |  |        |        |
|  | Rusko (p)                            | 3                                    |                                      |       |            |            |  |  |        |        |
|  | Rusko (p)                            | 3                                    | Rusko                                | 0     |            |            |  |  |        |        |
|  | 22.6. – Vídeň (Ernst-Happel-Stadion) |                                      | Rusko                                | 0     |            |            |  |  |        |        |
|  |                                      | Španělsko                            | 3                                    |       |            |            |  |  |        |        |
|  | Španělsko (pen.)                     | Španělsko                            | 3                                    | 0 (4) |            |            |  |  |        |        |
|  | Španělsko (pen.)                     |                                      |                                      | 0 (4) |            |            |  |  |        |        |
|  | Itálie                               | 0 (2)                                |                                      |       |            |            |  |  |        |        |
|  | Itálie                               | 0 (2)                                |                                      |       |            |            |  |  |        |        |

#### Čtvrtfinále
| 19. červen 2008 20:45             |     |                                                                   |                                                                   |
| Portugalsko                       | 2:3 | Německo                                                           | St. Jakob-Park, Basilej diváci: 40 000 rozhodčí: Peter Fröjdfeldt |
| Nuno Gomes 40' Hélder Postiga 87' |     | Bastian Schweinsteiger 22' Miroslav Klose 26' Michael Ballack 61' | St. Jakob-Park, Basilej diváci: 40 000 rozhodčí: Peter Fröjdfeldt |

| 20. červen 2008 20:45 |          |                      |                                                                      |
| Chorvatsko            | 1:1 (pp) | Turecko              | Ernst-Happel-Stadion, Vídeň diváci: 51 428 rozhodčí: Roberto Rosetti |
| Ivan Klasnić 119'     |          | Semih Şentürk 120+2' | Ernst-Happel-Stadion, Vídeň diváci: 51 428 rozhodčí: Roberto Rosetti |

|                            |       | Penaltový rozstřel |  |
| Modrić Srna Rakitić Petrić | 1 – 3 | Arda Şentürk Hamit |  |

| 21. červen 2008 20:45   |          |                                                                   |                                                               |
| Nizozemsko              | 1:3 (pp) | Rusko                                                             | St. Jakob-Park, Basilej diváci: 38 374 rozhodčí: Ľuboš Micheľ |
| Ruud van Nistelrooy 86' |          | Roman Pavljučenko 56' Dmitrij Torbinskij 111' Andrej Aršavin 116' | St. Jakob-Park, Basilej diváci: 38 374 rozhodčí: Ľuboš Micheľ |

| 22. červen 2008 20:45 |          |        |                                                                     |
| Španělsko             | 0:0 (pp) | Itálie | Ernst-Happel-Stadion, Vídeň diváci: 48 000 rozhodčí: Herbert Fandel |
|                       |          |        | Ernst-Happel-Stadion, Vídeň diváci: 48 000 rozhodčí: Herbert Fandel |

|                                         |       | Penaltový rozstřel                   |  |
| Villa Cazorla Senna Güiza Cesc Fàbregas | 4 – 2 | Grosso De Rossi Camoranesi Di Natale |  |

#### Semifinále
| 25. červen 2008 20:45                                          |     |                                  |                                                                  |
| Německo                                                        | 3:2 | Turecko                          | St. Jakob-Park, Basilej diváci: 39 374 rozhodčí: Massimo Busacca |
| Bastian Schweinsteiger 26' Miroslav Klose 79' Philipp Lahm 90' |     | Uğur Boral 22' Semih Şentürk 86' | St. Jakob-Park, Basilej diváci: 39 374 rozhodčí: Massimo Busacca |

| 26. červen 2008 20:45 |     |                                         |                                                                         |
| Rusko                 | 0:3 | Španělsko                               | Ernst-Happel-Stadion, Vídeň diváci: 50 000 rozhodčí: Frank de Bleeckere |
|                       |     | Xavi 50' Dani Güiza 73' David Silva 82' | Ernst-Happel-Stadion, Vídeň diváci: 50 000 rozhodčí: Frank de Bleeckere |

#### Finále
| 29. červen 2008 20:45 |     |                     |                                                                      |
| Německo               | 0:1 | Španělsko           | Ernst-Happel-Stadion, Vídeň diváci: 51 428 rozhodčí: Roberto Rosetti |
|                       |     | Fernando Torres 33' | Ernst-Happel-Stadion, Vídeň diváci: 51 428 rozhodčí: Roberto Rosetti |

## Stupně vítězů
| Zlato                         | Stříbro | Bronz         | 4. místo                                 |
| ----------------------------- | ------- | ------------- | ---------------------------------------- |
| Španělsko 2. titul v historii | Německo | Rusko Turecko | oba poražení semifinalisté získali bronz |

## Nejlepší střelci
4 góly
- David Villa

3 góly
- Lukas Podolski
- Roman Pavljučenko
- Hakan Yakin
- Semih Şentürk

2 góly
| - Ivan Klasnić - Michael Ballack - Bastian Schweinsteiger - Miroslav Klose - Ruud van Nistelrooy | - Robin van Persie - Wesley Sneijder - Andrej Aršavin - Dani Güiza - Fernando Torres | - Zlatan Ibrahimović - Arda Turan - Nihat Kahveci |

1 gól
| - Ivica Vastić - Luka Modrić - Ivica Olić - Darijo Srna - Jan Koller - Jaroslav Plašil - Libor Sionko - Václav Svěrkoš - Thierry Henry - Philipp Lahm - Angelos Charisteas - Daniele De Rossi | - Christian Panucci - Andrea Pirlo - Giovanni van Bronckhorst - Klaas-Jan Huntelaar - Dirk Kuijt - Arjen Robben - Roger Guerreiro - Deco - Raul Meireles - Nuno Gomes - Pepe - Hélder Postiga | - Ricardo Quaresma - Cristiano Ronaldo - Adrian Mutu - Dmitrij Torbinskij - Konstantin Zyrjanov - Rubén de la Red - Cesc Fàbregas - Xavi - David Silva - Petter Hansson - Uğur Boral |

## All-stars[6]
- Gianluigi Buffon
- Iker Casillas
- Edwin van der Sar
- José Bosingwa
- Philipp Lahm
- Carlos Marchena
- Pepe
- Carles Puyol
- Jurij Žirkov
- Hamit Altıntop
- Luka Modrić
- Marcos Senna
- Xavi
- Konstantin Zyrjanov
- Michael Ballack
- Cesc Fàbregas
- Andrés Iniesta
- Lukas Podolski
- Wesley Sneijder
- Andrej Aršavin
- Roman Pavljučenko
- Fernando Torres
- David Villa

## Medailisté
| Zlato Španělsko                | Stříbro Německo                          | Bronz Rusko                               | Bronz Turecko                      |
| ------------------------------ | ---------------------------------------- | ----------------------------------------- | ---------------------------------- |
| Iker Casillas C Real Madrid    | René Adler Bayer 04 Leverkusen           | Igor Akinfejev PFK CSKA Moskva            | Volkan Demirel Fenerbahçe SK       |
| Andrés Palop Sevilla FC        | Robert Enke Hannover 96                  | Vladimir Gabulov FK Dynamo Moskva         | Rüştü Reçber Beşiktaş JK           |
| José Manuel Reina Liverpool FC | Jens Lehmann Arsenal FC                  | Vjačeslav Malafejev Zenit St. Petersburg  | Tolga Zengin Trabzonspor           |
| Raúl Albiol Valencia CF        | Arne Friedrich Hertha BSC                | Alexander Anjukov Zenit St. Petersburg    | Emre Aşık Ankaraspor AŞ            |
| Fernando Navarro RCD Mallorca  | Clemens Fritz Werder Brémy               | Alexej Berezuckij PFK CSKA Moskva         | Hakan Balta Galatasaray SK         |
| Carlos Marchena Valencia CF    | Marcell Jansen FC Bayern Mnichov         | Vasilij Berezuckij PFK CSKA Moskva        | Uğur Boral Fenerbahçe SK           |
| Carles Puyol FC Barcelona      | Philipp Lahm FC Bayern Mnichov           | Sergej Ignaševič PFK CSKA Moskva          | Servet Çetin Galatasaray SK        |
| Joan Capdevila Villarreal CF   | Per Mertesacker Werder Brémy             | Renat Janbajev FK Lokomotiv Moskva        | Emre Güngör Galatasaray SK         |
| Sergio Ramos Real Madrid       | Christoph Metzelder Real Madrid          | Denis Kolodin FK Dynamo Moskva            | Gökhan Zan Galatasaray SK          |
| Álvaro Arbeloa Liverpool FC    | Heiko Westermann FC Schalke 04           | Roman Širokov Zenit St. Petersburg        | Ayhan Akman Galatasaray SK         |
| Juanito Sevilla FC             | Michael Ballack Chelsea FC               | Dinijar Biljaletdinov FK Lokomotiv Moskva | Hamit Altıntop FC Bayern Mnichov   |
| Andrés Iniesta FC Barcelona    | Tim Borowski Werder Brémy                | Vladimir Bystrov FK Spartak Moskva        | Mehmet Aurélio Fenerbahçe SK       |
| Xavi FC Barcelona              | Torsten Frings Werder Brémy              | Oleg Ivanov PFK Křídla Sovětů Samara      | Gökdeniz Karadeniz FK Rubin Kazaň  |
| Cesc Fàbregas Arsenal FC       | Thomas Hitzlsperger VfB Stuttgart        | Jurij Žirkov PFK CSKA Moskva              | Emre Belözoğlu Newcastle United FC |
| Santi Cazorla Villarreal CF    | David Odonkor Real Betis                 | Igor Semšov FK Dynamo Moskva              | Sabri Sarıoğlu Galatasaray SK      |
| Xabi Alonso Liverpool FC       | Simon Rolfes Bayer 04 Leverkusen         | Konstantin Zyrjanov Zenit St. Petersburg  | Tümer Metin AE Larisa 1964         |
| Marcos Senna Villarreal CF     | Bastian Schweinsteiger FC Bayern Mnichov | Sergej Semak FK Rubin Kazaň               | Colin Kâzım-Richards Fenerbahçe SK |
| David Silva Valencia CF        | Piotr Trochowski Hamburger SV            | Dmitrij Torbinskij FK Lokomotiv Moskva    | Mehmet Topal Galatasaray SK        |
| Rubén de la Red Getafe CF      | Mario Gómez VfB Stuttgart                | Roman Adamov FK Moskva                    | Arda Turan Galatasaray SK          |
| David Villa Valencia CF        | Miroslav Klose FC Bayern Mnichov         | Andrej Aršavin Zenit St. Petersburg       | Mevlüt Erdinç FC Sochaux           |
| Fernando Torres Liverpool FC   | Kevin Kurányi FC Schalke 04              | Roman Pavljučenko FK Spartak Moskva       | Nihat Kahveci Beşiktaş JK          |
| Sergio García Real Zaragoza    | Oliver Neuville Borussia Mönchengladbach | Ivan Sajenko 1. FC Norimberk              | Tuncay Şanlı Middlesbrough FC      |
| Dani Güiza RCD Mallorca        | Lukas Podolski FC Bayern Mnichov         | Dmitrij Syčev FK Lokomotiv Moskva         | Semih Şentürk Fenerbahçe SK        |
| Luis Aragonés Trenér           | Joachim Löw Trenér                       | Guus Hiddink Trenér                       | Fatih Terim Trenér                 |